# Победа (футбольный клуб)
«Победа» — один из ведущих футбольных клубов Македонии последних лет. Клуб располагается в городе Прилеп. На протяжении 18 сезонов вместе с клубами «Вардар» и «Силекс» входил в тройку команд, принимавших участие во всех чемпионатах Первой лиги.

## История
«Победа» дважды становилась чемпионом Македонии и один раз выигрывала Кубок страны.
27 марта 2009 года клуб был дисквалифицрован по решению УЕФА за доказанный факт договорных матчей в рамках Лиги чемпионов УЕФА 2004/05. Выступать в еврокубках она сможет только с сезона 2017/18. По ходу сезона 2009/2010 «Победа» была снята с розыгрыша чемпионата и исключена из Первой лиги.
В 2010 году в Прилепе был создан новый клуб, сначала носивший название «Виктория», затем — «Победа Юниор», с 2015 года — «Победа». В сезонах 2016/17—2018/19 играл в высшем дивизионе.

## Достижения
- Чемпион Македонии (2): 2003/04, 2006/07
- Серебряный призёр Чемпионата Македонии (2): 1996/97, 1999/00
- Бронзовый призёр Чемпионата Македонии (4): 1998/99, 2000/01, 2002/03, 2004/05
- Обладатель Кубка Македонии (1): 2001/02
- Финалист Кубка Македонии (2): 1999/00, 2006/07

## Результаты в еврокубках
Клуб неоднократно выступал в Лиге чемпионов и Кубке УЕФА, но пройти дальше квалификационного раунда ему удалось только однажды в сезоне 2000/01
| Турнир              | Матчи | Поб. | Н | Пор. | ГЗ | ГП |
| ------------------- | ----- | ---- | - | ---- | -- | -- |
| Лига чемпионов УЕФА | 4     | 0    | 2 | 2    | 2  | 5  |
| Кубок УЕФА          | 8     | 3    | 1 | 4    | 8  | 14 |